# Tisslinge
Tisslinge är en herrgård i Östuna socken, Knivsta kommun.
Tisslinge omtalas som säteri i början av 1600-talet och tillhörde då Karl Filips kammarjunkare Henrik Stöör. Gården drogs senare in till kronan men förlänades åter till Mattias Biörenklou. Den kom senare att tillhöra släkterna Olivecrantz, Lillieflycht, Brauner, Wallenstierna och Ulfhielm. 1740 sålde Ambjörn Ulfhielm Tisslinge till Johan von Scheffer. Hans änka testamenterade 1770 gården till sin systerdotter Gertrud Helena Pfeiff, gift Nisbeth som fideikommiss och kom sedan att gå som fideikommiss inom släkten Nisbeth.
Nuvarande huvudbyggnad i trä med två flyglar uppfördes av Johan von Scheffer 1743.